# Лейден, Эрнст
Эрнст Виктор фон Ле́йден (нем. Ernst von Leyden; 20 апреля 1832, Данциг — 5 октября 1910, Берлин) — немецкий врач-терапевт.

## Биография
Лейден изучал медицину в Берлине под руководством известных профессоров Траубе и Шёнлейна.
В 1853 году, по окончании курса, поступил на военную службу. В 1865 году был назначен ординарным профессором и директором клиники внутренних болезней в Кёнигсбергском университете. В 1872 году перешёл в Страсбургский университет, в 1876 году — в Берлинский университет. Лейден известен рядом выдающихся работ, особенно по нервным болезням (Die graue Degeneration der hinteren Rückenmarksstränge, Die Klinik d. Rückenmarkskrankheiten). Большинство его казуистических сообщений и экспериментальных исследований напечатаны в основанном им в 1879 году совместно с Ф. фон Фрериксом журнале «Журнал клинической медицины» (Zeitschrifft für klinische Medicin).
В России Лейден консультировал императора Александра III (1894) и других членов российского императорского дома.
Его имя носит Синдром Лейдена–Мёбиуса — мышечная дистрофия в области таза, которую он изучал вместе с доктором медицины Паулем Юлиусом Мёбиусом.